# Fibulariella oblonga
Fibulariella oblonga is een zee-egel uit de familie Fibulariidae.
De wetenschappelijke naam van de soort werd in 1851 gepubliceerd door John Edward Gray.